# Condylocarpon
Condylocarpon es un género de fanerógamas de la familia Apocynaceae. Contiene 17 especies.
Es originario de América tropical.

## Descripción
Son lianas leñosas con ramitas delgadas y látex lechoso. Hojas opuestas o verticiladas; pecíolos con glándulas en las axilas. Inflorescencias en tirso multifloro. Flores pequeñas, inconspicuas; cáliz eglandular en la superficie adaxial; corola blanca, amarilla o anaranjada, infundibuliforme o hipocraterimorfa, el botón frecuentemente globoso, los lobos sinistrorsamente traslapados, oblicuos o con un apéndice acintado; estambres no adheridos a la cabeza del estilo, incluidos; anteras sin apéndices basales estériles, el polen en tríadas; ovario apocárpico, 2-carpelar; estilo corto; disco nectarífero ausente. Frutos 2-fidos (ocasionalmente sólo se desarrolla un mericarpo), indehiscentes; semillas desnudas, fusiformes, longitudinalmente plegadas.

## Taxonomía
El género fue descrito por René Louiche Desfontaines y publicado en Mémoires du Muséum d'Histoire Naturelle 8: 119–120. 1822.

## Especies
- Condylocarpon amazonicum
- Condylocarpon brasiliense
- Condylocarpon breviarticulatum
- Condylocarpon ciliatum
- Condylocarpon gracile
- Condylocarpon guyanense
- Condylocarpon hirtellum
- Condylocarpon intermedium
- Condylocarpon isthmicum
- Condylocarpon laxum
- Condylocarpon longii
- Condylocarpon myrtifolium
- Condylocarpon obtusiusculum
- Condylocarpon occidentale
- Condylocarpon pubiflorum
- Condylocarpon rauwolfiae
- Condylocarpon reticulatum